# Medibank International 2005 - Qualificazioni doppio femminile
Le qualificazioni del doppio femminile del Medibank International 2005 sono state un torneo di tennis preliminare per accedere alla fase finale della manifestazione. I vincitori dell'ultimo turno sono entrati di diritto nel tabellone principale. In caso di ritiro di uno o più giocatori aventi diritto a questi sono subentrati i lucky loser, ossia i giocatori che hanno perso nell'ultimo turno ma che avevano una classifica più alta rispetto agli altri partecipanti che avevano comunque perso nel turno finale.
Le qualificazioni del doppio del torneo Medibank International 2005 prevedevano 4 coppie partecipanti di cui una è entrata nel tabellone principale.

## Teste di serie
1. Denisa Chládková /  Julia Schruff (ultimo turno)

1. Marija Kirilenko /  Nastas'sja Jakimava (Qualificate)

## Tabellone

### Legenda
| - Q = Qualificato - WC = Wild card - LL = Lucky loser | - ALT = Alternate - SE = Special Exempt - PR = Protected Ranking | - w/o = Walkover - r = Ritirato - d = Squalificato |

|  | Primo turno | Primo turno                          | Primo turno                          | Primo turno                          | Primo turno |  |  | Ultimo turno | Ultimo turno                         | Ultimo turno                         | Ultimo turno                         | Ultimo turno |  |
|  |             |                                      |                                      |                                      |             |  |  |              |                                      |                                      |                                      |              |  |
|  |             |                                      |                                      |                                      |             |  |  |              |                                      |                                      |                                      |              |  |
|  |             |                                      |                                      |                                      |             |  |  | 1            | Denisa Chládková Julia Schruff       | Denisa Chládková Julia Schruff       | Denisa Chládková Julia Schruff       | 4            |  |
|  | 2           | Marija Kirilenko Nastas'sja Jakimava | Marija Kirilenko Nastas'sja Jakimava | Marija Kirilenko Nastas'sja Jakimava | 8           |  |  | 2            | Marija Kirilenko Nastas'sja Jakimava | Marija Kirilenko Nastas'sja Jakimava | Marija Kirilenko Nastas'sja Jakimava | 8            |  |
|  |             | Sophie Ferguson Jaslyn Hewitt        | Sophie Ferguson Jaslyn Hewitt        | Sophie Ferguson Jaslyn Hewitt        | 5           |  |  |              |                                      |                                      |                                      |              |  |